# Рённс, Кристел
Кристел Рённс (швед. Christel Rönns; 7 августа 1960, Хельсинки, Финляндия) — финская шведоязычная писательница, иллюстратор и дизайнер-график, лауреатка финской премии Finlandia Junior (2012) в области детской и юношеской литературы.

## Биография
Родилась 7 августа 1960 года в Хельсинки, в Финляндии в шведской семье.
С 1979 по 1984 годы училась в Технологическом университете Тампере на факультете архитектуры, но не закончила. Позднее восстановилась и в 2000 году получила диплом магистра. В качестве художницы-иллюстратора проиллюстрировала более 50 книг.
29 ноября 2012 года стала лауреатом самой престижной премии Финляндии в области детской и юношеской литературы — Finlandia Junior—2012 за книгу «Det vidunderliga ägget».

## Семья
- Муж — Саку Хейнянен (фин. Saku Heinänen). Двое детей.

## Творчество
По-фински:
- Helmi saa kodin. Otava, 2002. (текст и илл.)
- Tarina liehupartaisesta pikku sedästä. Tammi, 2003. (текст и илл.)

По-шведски:
- Pärlemo får ett hem. Söderström, 2002. (текст и илл.)
- Den lilla farbrorn med det långa skägget. Söderström, 2003. (текст и илл.)
- Det vidunderliga ägget. Söderströms, 2012. (текст и илл.)